# Intecymbium antarcticum
Intecymbium antarcticum là một loài nhện trong họ Linyphiidae. Chúng được Eugène Simon miêu tả năm 1895.